# CEI 60309

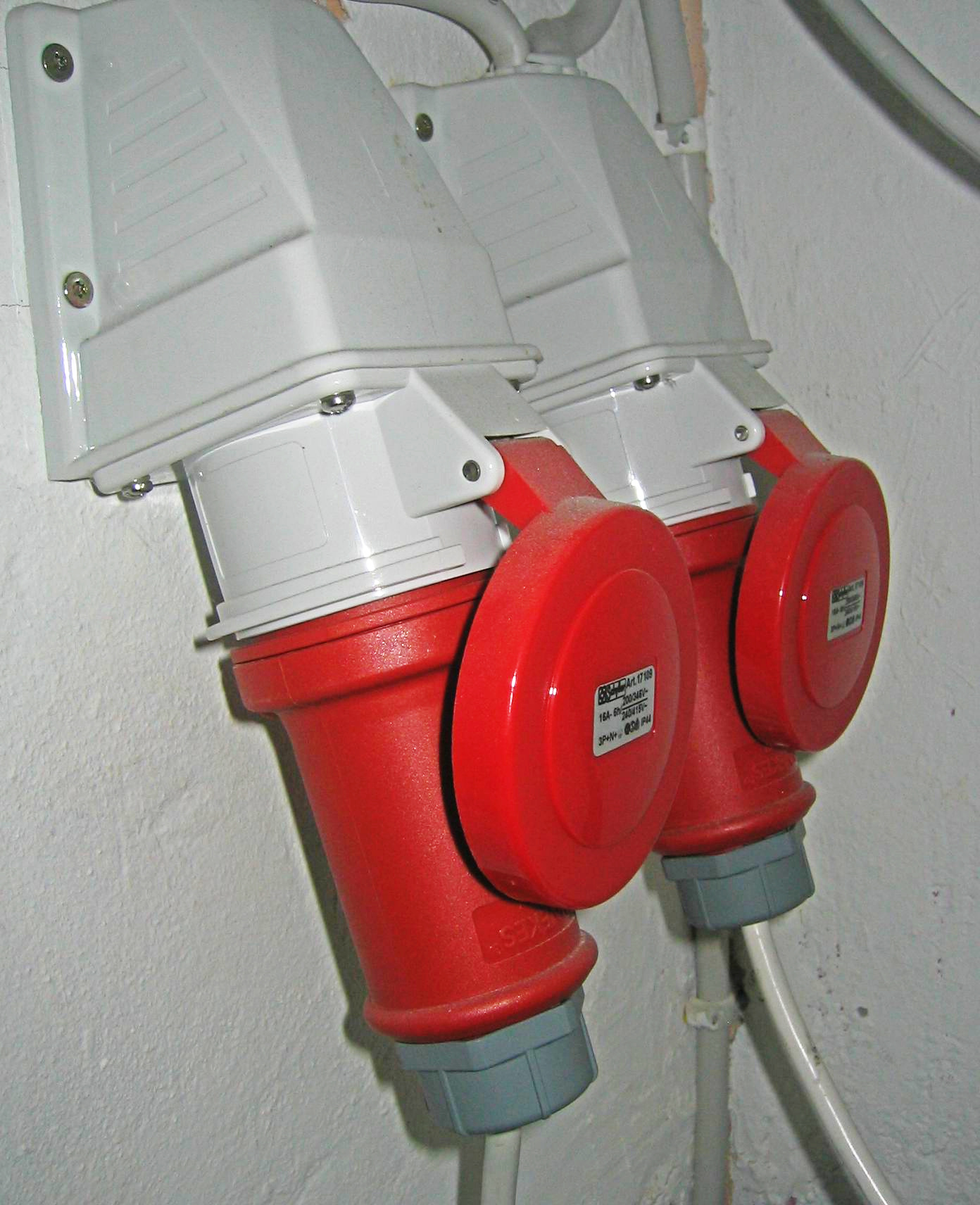
Deux fiches CEI 60309 insérées dans deux supports muraux

CEI 60309 (auparavant CEI 309) est une norme internationale définie par la Commission électrotechnique internationale (CEI) pour les prises électriques du domaine industriel (Elles sont appelées communément "prises P17"). Il est notamment utilisé dans les ports de plaisance pour les prises électriques de quai. La plus haute tension autorisée par ce standard est de 690 V en courant continu  ou en courant alternatif, la plus grande intensité autorisée de 125 A, et la fréquence la plus élevée de 500 Hz, pour une température comprise entre −25 °C et 40 °C.
Les différents types de prises prévus par ce standard varient en taille et en nombre de broches en fonction des courants autorisés et du nombre de phases du circuit, empêchant une connexion entre circuits incompatibles. Ce standard prévoit aussi une protection de type IP44, ce qui le préconise pour les usages extérieurs à la place du standard de connexion intérieur domestique.
Les fiches câblées et les socles électriques ont un code de couleur dépendant du type de tension et de la fréquence, permettant de choisir le type de connecteur électrique selon l'utilisation. Par exemple, pour un courant alternatif de 50 à 60 Hz, on utilise le jaune pour une tension de 100 à 130 V, le bleu pour 200-250 V, et le rouge pour 400–480 V. En particulier, pour le camping-caravaning et le nautisme, les grands connecteurs bleus sont utilisés pour une intensité allant jusqu'à 63 A tandis que les plus petits connecteurs sont limités à 16 A.

## Standardisation
- La CEI 60309-1 donne les spécifications fonctionnelles et de sécurité de tous les connecteurs industriels de puissance.
- La CEI 60309-2 définit les connecteurs de puissance des habitations ainsi que le nombre et les positions de leurs broches.
- La CEI 60309-3 traitait des connecteurs à utiliser en présence de gaz explosifs, mais a été supprimé en 1998.

Ces standards proviennent du standard CEE 17 créé dans les années 1960 par la CEE (Commission internationale de réglementation en vue de l'approbation de l'équipement électrique), organisme de certification européen qui devient en 1985 l'IECEE (International Commission on the Rules for the Approval of Electrical Equipment), laquelle fait partie de la CEI.
- La CEI 60309-4 concerne les prises de courant et prises mobiles avec interrupteur, avec ou sans prises de verrouillage.

## Code des couleurs

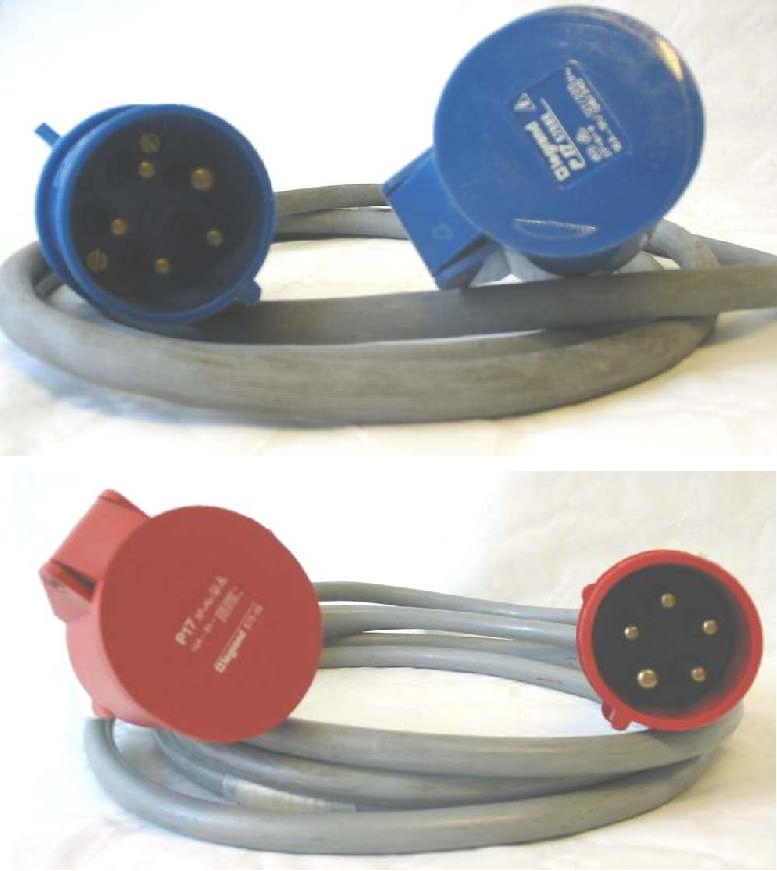
Câbles avec connecteurs 3P+N+T

Les connecteurs CEI 60309 sont distingués par leur couleur. Comme la plupart des pays du monde utilisent une fréquence de 50 Hz ou 60 Hz, le code de couleur dépend surtout de la tension, avec les trois couleurs les plus répandues : jaune (110 V), bleu (230 V, la plus répandue en Europe), et rouge (400 V). Il existe d'autres couleurs, comme le noir pour une tension de 500 V.
Pour des courants alternatifs de fréquence supérieure à 60 Hz (jusqu'à 500 Hz), on utilise le vert. Pour les autres intensités et fréquences, on utilise le gris. Ce qui donne le code de couleurs suivant :
| Tension                    | Fréquence                  | Code couleur |
| -------------------------- | -------------------------- | ------------ |
| 020–25 V                   | 0050/60 Hz                 | Violet       |
| 040–50 V                   | 0050/60 Hz                 | Blanc        |
| 100–130 V                  | 0050/60 Hz                 | Jaune        |
| 200–250 V                  | 0050/60 Hz                 | Bleu         |
| 380–480 V                  | 0050/60 Hz                 | Rouge        |
| 500–690 V                  | 0050/60 Hz                 | Noir         |
| -                          | >60–500 Hz                 | Vert         |
| Aucune de celles ci-dessus | Aucune de celles ci-dessus | Gris         |

## Connectivité

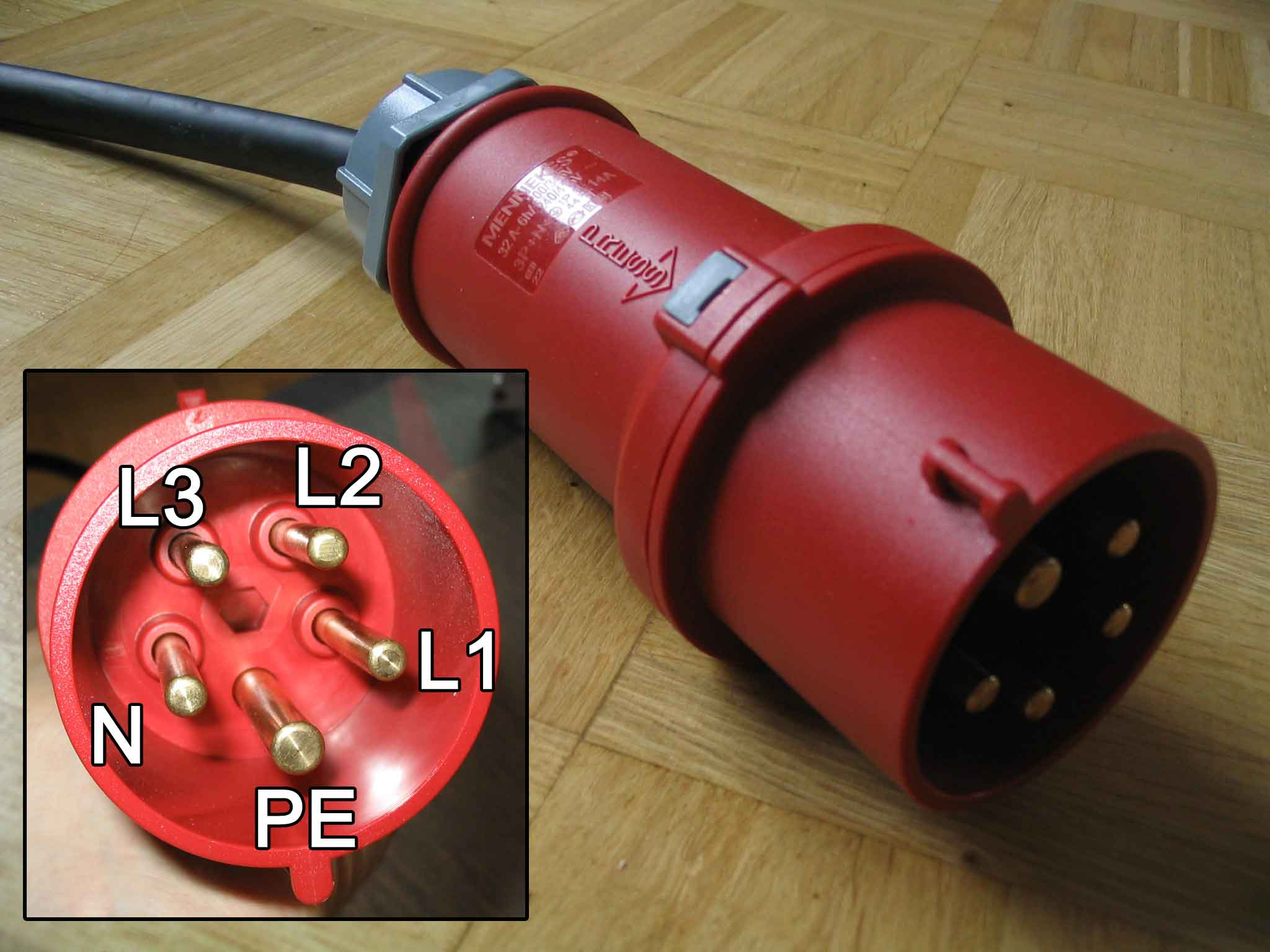
Prise 32 A 400 V 3P+N+T 6h (180°)

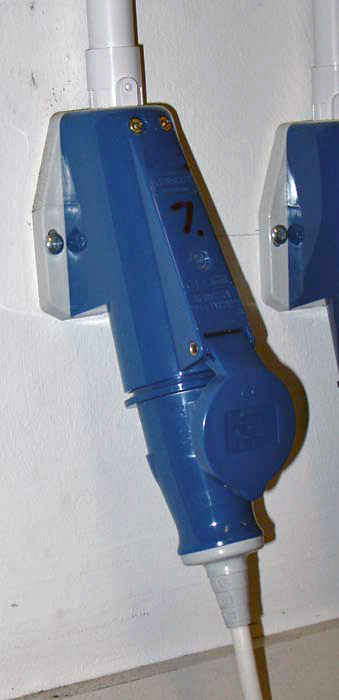
Fiche 16 A et socle correspondant

Il y a de nombreuses variantes de connecteurs CEI 60309-2, conçues de telle façon qu'un connecteur mâle donné ne puisse être inséré que dans un connecteur femelle de même type. La distinction entre les intensités électriques autorisées (telles que 16 A, 32 A, 63 A et 125 A) se fait grâce au diamètre des connecteurs circulaires.
Différentes combinaisons de tensions et fréquences se différencient par la position de la broche de terre ou d'un ergot détrompeur, comme indiqué dans le tableau ci-dessous. Il y a douze positions possibles pour la broche de terre, positions espacées de 30° sur le cercle où sont situées toutes les broches. La description des positions se fait en regardant un socle (connecteur femelle) avec l'encoche (destinée à l'ergot détrompeur du connecteur mâle) en bas, ce qui correspond à la position dite "6 heures" (180°). La broche de terre a un diamètre plus important que celui des autres broches (elle peut aussi être plus longue), ce qui empêche les connexions inappropriées.
| Broche de terre position | Configuration des broches (P: phase, N: neutre, T: terre) | Configuration des broches (P: phase, N: neutre, T: terre) | Configuration des broches (P: phase, N: neutre, T: terre) |
| Broche de terre position | P+N+T, 2P+T                                               | 3P+T                                                      | 3P+N+T                                                    |
| ------------------------ | --------------------------------------------------------- | --------------------------------------------------------- | --------------------------------------------------------- |
| 60° / 2h                 | >50 V 300–500 Hz vert                                     | >50 V 300–500 Hz vert                                     | >50 V 300–500 Hz vert                                     |
| 90° / 3h                 | 50–250 V CC                                               | 380 V 50 Hz 440 V 60 Hz                                   | 220/380 V 50 Hz 250/440 V 60 Hz                           |
| 120° / 4h                | 100–130 V CA jaune                                        | 100–130 V CA jaune                                        | 57–75/100–130 V CA jaune                                  |
| 150° / 5h                | 277 V 60 Hz                                               | 600–690 V CA noir                                         | 347–400/600–690 V CA noir                                 |
| 180° / 6h                | 200–250 V CA bleu                                         | 380–415 V CA rouge                                        | 200–240/346–415 V CA rouge                                |
| 210° / 7h                | 480–500 V CA noir                                         | 480–500 V CA noir                                         | 277–288/480–500 V CA noir                                 |
| 240° / 8h                | 250 V CC                                                  |                                                           |                                                           |
| 270° / 9h                | 380–415 V CA rouge                                        | 200–250 V CA bleu                                         | 120–144/208–250 V CA bleu                                 |
| 300° / 10h               |                                                           | >50 V, 100–300 Hz vert                                    |                                                           |
| 330° / 11h               |                                                           | 440–460 V 60 Hz rouge                                     | 250–265/440—460 V 60 Hz, rouge                            |

- Une version six-phases plus terre (6P+T) existe aussi.

## Prises répandues
Les prises les plus répandues sont : CEE jaune 2P+T, CEE bleu 2P+T, CEE jaune 3P+T, CEE bleu 3P+T, et CEE rouge 3P+N+T. La couleur du châssis des prises dépend de la tension de l'alimentation électrique du pays : 110/120 volts = jaune, 230/240 volts = bleu, voire 400 volts = rouge.

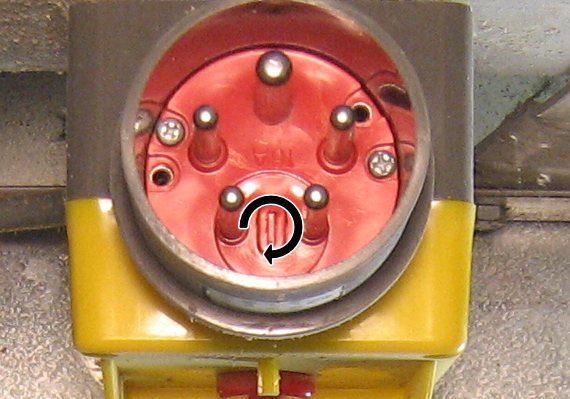
Inverseur de phase 400V

### 3P+N+T, 6h
La prise rouge 3P+N+T, 6h (180°) est la plus répandue car elle autorise une connexion à la puissance la plus élevée en trois phases. Les intensités les plus courantes sont 16 A, 32 A et 63 A, les autres intensités 125 A et 200 A étant plus rares. 
Les cinq broches sont positionnées en cercle (les phases sont dans l'ordre P1/P2/P3) avec le connecteur de terre plus gros et long. Pour certains moteurs dont le sens de rotation dépend de l'ordre de connexion aux phases, un adaptateur est utilisé pour inverser leur câblage.
Comme les moteurs triphasés n'ont pas besoin du neutre pour fonctionner, l'IEEC 60309 prévoit une variante à quatre broches 3P+T.

### P+N+T, 6h

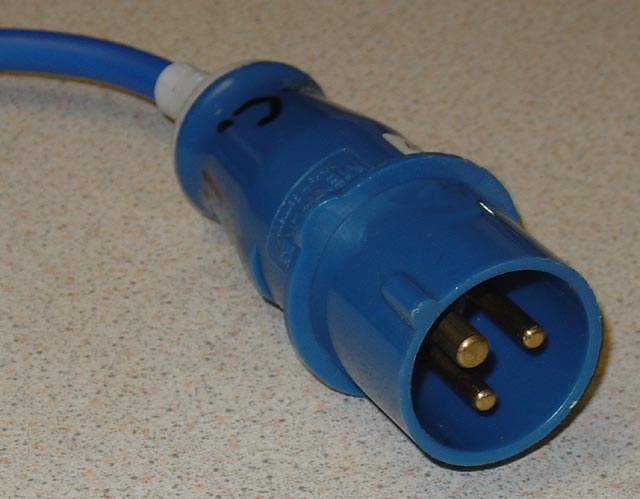
Prise 16 A 230 V P+N+T 6h

La prise bleue P+N+T, 6h (180°) est un connecteur simple phase plus particulièrement utilisé pour les véhicules de camping et dans les marinas d'Europe. La Prise caravane ou Prise de quai a quasi-universellement remplacé les autres prises domestiques 230 V du fait de la sécurité IP44 fournie par le standard. Quand les socles sont montés avec la connexion orientée vers le bas, le système est utilisable en extérieur par tout temps (hors usage maritime) avec un IP53. Ce type de connecteur est aussi utilisé en standard pour l'éclairage (jusqu'à 16 A) de l'industrie du film et de la télévision britannique.

### P+N+T, 4h
La prise jaune P+N+T, 4h (120°) est un connecteur monophasé très répandu dans les îles britanniques. 

### 3P+N+T, 9h

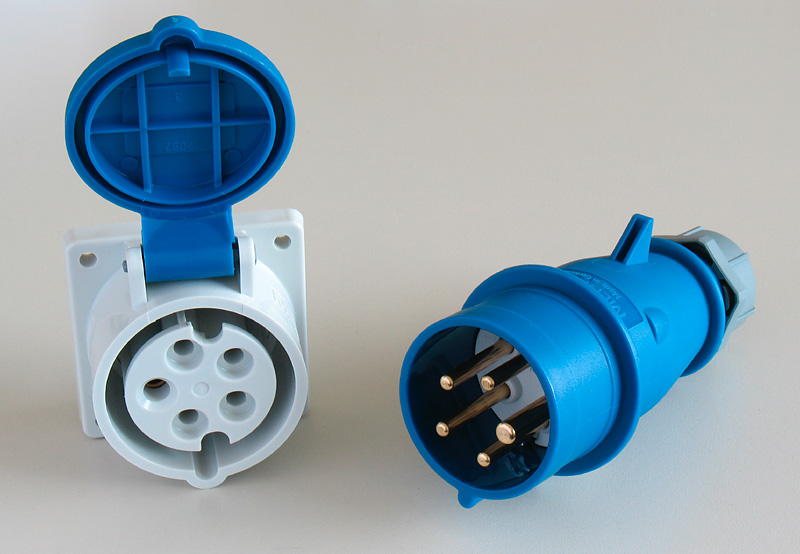
Fiche et socle 16 A 240 V 3P+T+N 9h

La prise bleue 3P+N+T, 9h (270°) est un connecteur monophasé utilisable dans les régions utilisant à la fois le 110 V et le 240 V, utilisé en remplacement sécurisé des connecteurs NEMA pour l'éclairage la production sonore de puissance en extérieur par les professionnels du domaine. Aux États-Unis, il est utilisé en simple phase, en utilisant soit le 110–120 V entre phase et neutre soit le 220–240 volts entre deux phases ; comme ce mode n'a pas besoin de trois phases, il existe un connecteur jaune non standard conçu pour cet usage particulier.